# 泰雅鈍頭蛇
泰雅鈍頭蛇（學名：Pareas atayal），為鈍頭蛇亞科鈍頭蛇屬，臺灣特有種鈍頭蛇。該蛇由臺灣兩棲爬蟲動物學家游崇瑋、林思民等人共同發現，並於2015年3月15日發表該物種。
泰雅鈍頭蛇體長約為60至70公分，重約20至60公克，無毒性；眼睛顏色偏黃，頭部與頸部較長，鱗片略微粗糙，顏色為黃褐色，帶有破碎橫斑紋。該蛇種喜好攝食外殼紋路為右旋的蝸牛與蛞蝓，因此左右邊的牙齒數目不一，分別為左邊11顆、右邊20顆。
泰雅鈍頭蛇分布於雪山山脈、中央山脈以北與臺中、苗栗等中低海拔山區，是繼臺灣鈍頭蛇與駒井氏鈍頭蛇之後，所發現的第三種臺灣特有種鈍頭蛇。而由於該蛇的棲息地範圍，與泰雅族的傳統領域多所重疊，因此以泰雅（Atayal）為學名的一部分。

## 保护
本种于2023年被收录入《有重要生态、科学、社会价值的陆生野生动物名录》。